# Tran Thien Khiem
Trần Thiện Khiêm, vietnamski general, veleposlanik in politik, * 15. december 1925, Hošiminh, Vietnam, † 24. junij 2021, Hošiminh. 
Khiem je bil načelnik združenega štaba Vojske Republike Vietnam (1957 in 1969-1975), minister za obrambo Južnega Vietnama (1964), minister za notranje zadeve Južnega Vietnama (1968-1969) in predsednik vlade Južnega Vietnama (1969-1975).